# Norma Jean (gruppo musicale)
I Norma Jean sono un gruppo musicale metalcore statunitense originario della Georgia e attivo dal 1997.

## Storia del gruppo
Fondati nel 1997, i Norma Jean hanno preso il nome dal nome di battesimo di Marilyn Monroe.
Nel 2002 il gruppo ha pubblicato il primo album per la Solid State Records, etichetta con cui pubblicheranno del materiale fino al 2008.
Dopo l'ingresso di Cory Brandan Putman come cantante, il gruppo ha pubblicato O God, the Aftermath (2005). Il terzo disco, uscito nel 2007, è stato prodotto da Ross Robinson.
Nel 2010 è uscito Meridional per la Razor & Tie.

## Formazione
Attuale
- Chris John Day - chitarra (1997-presente)
- Cory Brandan Putman - voce, chitarre (2004-presente)
- Clayton "Goose" Holyoak - batteria (2012-presente)
- John Finnegan - basso (2013-presente)

Ex membri
- Jeff Hickey - chitarra (2011-2019)
- Josh Scogin - voce (1997-2002)
- Scottie H. Henry - chitarre (1997-2011)
- Josh Doolittle - basso (1997-2002)
- Jake Schultz - basso (2002-2012)
- Daniel Davison - batteria (1997-2007)
- Chris Raines - batteria (2007-2010)

Eso-Charis
Timeline

## Discografia

### Album in studio
- 2002 - Bless the Martyr and Kiss the Child
- 2005 - O God, the Aftermath
- 2006 - Redeemer
- 2008 - The Anti Mother
- 2010 - Meridional
- 2013 - Wrongdoers
- 2016 - Polar Similar
- 2019 - All Hail
- 2022 - Deathrattle Sing for Me